# Lee Wallard
Leland R. "Lee" Wallard (Schenectady, New York, 7. rujna 1910. - Saint Petersburg, Florida, 29. studenog 1963.) bio je američki vozač automobilističkih utrka.
Wallard je s utrkivanjem u AAA (American Automobile Association) prvenstvu (danas IndyCar) počeo 1935. Karijeru je morao prekinuti zbog Drugog svjetskog rata u kojem je služio vojsku. Po završetku rata vratio se utrkivanju. U Formuli 1 upisao je 3 nastupa, sva na 500 milja Indianapolisa, dok je ta utrka bila u kalendaru Formule 1 od 1950. do 1960. Njegov najveći uspjeh je upravo pobjeda na Indianapolisu 500 1951. gdje je s 2. mjesta na startu vodio 159 od 200 krugova u utrci. 
Umro je od srčanog udara u dobi od 53 godine.

## Indianapolis 500
| Sezona | Šasija       | Motor    | Start | Rezultat  |
| ------ | ------------ | -------- | ----- | --------- |
| 1948   | Meyers       | Offy     | 28.   | 7. mjesto |
| 1949   | Maserati     | Maserati | 20.   | odustao   |
| 1950   | Moore        | Offy     | 23.   | 6. mjesto |
| 1951   | Kurtis Kraft | Offy     | 2.    | 1. mjesto |
| 1954   | Kurtis Kraft | Offy     | DNQ   | -         |

## Vanjske poveznice
- Lee Wallard F1 statistika na statsf1.com
- http://www.f1-stats.info/profiles/drivers/lee_wallard.html  Arhivirana inačica izvorne stranice od 20. prosinca 2016. (Wayback Machine)